# 1910 au Nouveau-Brunswick
Chronologie du Nouveau-Brunswick
- 1906
- 1907
- 1908
- 1909
- 1910
- 1911
- 1912
- 1913
- 1914

Cette page concerne des événements survenus en 1910 dans la province canadienne du Nouveau-Brunswick.

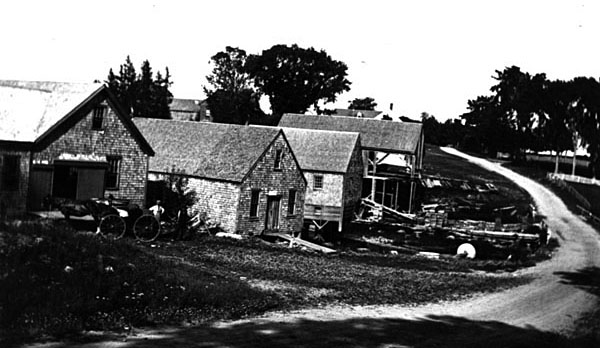
Scierie à Moores Mills, vers 1910.

## Événements
- Fondation de l'Université St. Thomas.

## Naissances
- 15 janvier : Clément Cormier, prêtre et universitaire
- 23 avril : Joseph Docithe Nadeau, député

## Décès
- 22 avril : Israël Landry, instituteur.
- 22 juin : William James Lewis, député.
- 22 septembre : Charles Nelson Skinner, député.